# Чистяков, Семён Олегович
Семён Оле́гович Чистяко́в (род. 7 августа 2001, Нижний Тагил, Свердловская область) — российский хоккеист, защитник клуба КХЛ «Авангард».

## Биография
Внук хоккеиста, тренера и функционера Геннадия Чистякова.
Начал карьеру в Нижнем Тагиле, где выступал до 2011 года. С 2011 по 2016 год играл за юниорскую команду «Трактор» Челябинск. С 2016 по 2019 год выступал в системе уфимского «Салавата Юлаева» за юниорский «Салават Юлаев» и «Толпар». 9 декабря 2019 года был обменян в омский «Авангард» на защитника Павла Елизарова. Оставшуюся часть сезона 2019/20 провёл в «Омских ястребах» из МХЛ и в 15 встречах набрал 11 очков.
На Драфте НХЛ 2019 года был выбран в 4-м раунде командой «Нэшвилл Предаторз» под общим 117-м номером.
Сезон 2020/21 начал в составе «Авангарда». Первую игру в КХЛ провёл 3 сентября 2020 года в матче против «Сибири», отыграв всего 38 секунд. 11 сентября 2020 года набрав первый балл за результативность в КХЛ, отдав результативную передачу на Оливера Каски в матче против магнитогорского «Металлурга». 13 ноября 2020 года забил первый гол в КХЛ вратарю Харри Сятери из «Сибири». Также в сезоне 2020/21 Чистяков стал обладателем Кубка Гагарина в составе «Авангарда».

## Карьера в сборной
В 2017 году выступал вместе с юниорской сборной России по хоккею с шайбой на Кубке вызова. В 10 матчах набрал 4 очка, но сборная России заняла лишь 5-е место. На Кубке Глинки/Гретцки в 2018 году провел 5 матчей, не набрав очков, однако стал обладателем бронзовой медали. Принимал участие на юниорском чемпионате мира 2019 года и стал обладателем серебряной медали, а в 7 матчах забил 2 шайбы. В 2020 году принимал участие в Кубке Карьяла, где вместе со сборной России стал победителем турнира, проведя 3 матча и отдав 1 результативную передачу. Принимал участие на молодёжном чемпионате мира 2021 года, играя за молодёжную сборную России, которая заняла 4 место на турнире. В 7 матчах отдал 3 результативные передачи.

## Статистика
| Легенда | Легенда                    | Легенда | Легенда                   | Легенда | Легенда    |
| ------- | -------------------------- | ------- | ------------------------- | ------- | ---------- |
| И       | Количество проведённых игр | Штр     | Штрафное время            | +/−     | Плюс-минус |
| Г       | Голы                       | П       | Голевые передачи          | О       | Очки       |
| -       | Статистика неизвестна      | —       | Статистика не учитывалась |         |            |

## Достижения

### Командные
| Год  | Команда  | Достижение                                 |
| ---- | -------- | ------------------------------------------ |
| 2021 | Авангард | Обладатель Кубка Гагарина / чемпион России |